# Fill meu!
Fill meu! (títol original: My Son, My Son!) és una pel·lícula dramàtica estatunidenca de 1940 dirigida per Charles Vidor, basada en una novel·la homònima escrita per Howard Spring. Va ser nominada per a un Oscar a la millor direcció artística per John DuCasse Schulze. Està doblada al català.

## Argument
Un home d'èxit fet a si mateix està decidit a donar al seu fill la fastuosa educació que li van negar. El seu fill Oliver acaba sent un jove malcriat i capritxós que només causa dolor a tots els que el volen.

## Repartiment
- Madeleine Carroll com Livia Vaynol
- Brian Aherne com William Essex
- Louis Hayward com Oliver Essex
- Laraine Day com Maeve O'Riorden
- Henry Hull com Dermot O'Riorden
- Josephine Hutchinson com Nellie Moscrop Essex
- Sophie Stewart com Sheila O'Riorden
- Bruce Lester com Rory O'Riorden
- Scotty Beckett com Oliver de nen
- May Beatty com Annie
- Stanley Logan com el coronel
- Lionel Belmore com Mr. Moscrop
- Mary Gordon com Mrs. Mulvaney
- Vesey O'Davoren com Parker
- Pat Flaherty com Joe Baxter
- Victor Kendall com Pogson
- Mary Field com Betsy

## Producció
Edward Small va comprar els drets cinematogràfics del llibre per 50.000 dòlars i va creure que la història podria promocionar a la seva nova estrella Louis Hayward. Lenore Coffee, que va escriure el guió, va dir que Small "era un home bastant ignorant, però tenia pressentiments i intuïcions... M'agradava molt. Tenia una intuïció sobre My Son, My Son! i el va comprar. mai abans havia comprat una història elegant".
La producció de la pel·lícula es va aturar temporalment amb l'esclat de la Segona Guerra Mundial.